# Herbier (chapelier)
Pour les articles homonymes, voir Herbier (homonymie).
Le mot herbier pouvait au Moyen Âge désigner le « chapelier de fleurs », plein métier consistant à cultiver dans des « courtils » (jardins) des herbes à fleurs qui à la belle saison, leur servaient à confectionner des couronnes de fleurs. 
Ces couronnes ou chapels de fleurs, étaient selon les chroniqueurs médiévaux, poésie et enluminures de cette époque appréciées des hommes tant que des femmes.

## Le métier de chapelier de fleurs
C'était un métier à part entière qui bénéficiait de privilèges : 
- Leur industrie était « franche », c'est-à-dire ne faisant pas partie des métiers dont on devait acheter au roi le libre exercice.
- Les chapeliers de fleurs pouvaient travailler de jour comme de nuit.
- Ils ne payaient rien à l'entrée et à la sortie de Paris pour leurs marchandises, et n'étaient pas tenus de faire le guet, car, dit le registre d'Etienne Boileau, « leur mestier est frans et qu'il fut establi pour servir les gentilhommes. »